# رقصة الحظيرة (فلم رسوم متحركة)
رقصة الحظيرة (The Barn Dance)هو فيلم رسوم متحركة أمريكي قصير صدر عام 1929 وهو الفيلم القصير الثالث في سلسلة أفلام ميكي ماوس.  وكان أول فيلم قصير من اثني عشر فيلمًا صدر خلال ذلك العام. تم إخراج الفيلم بواسطة والت ديزني وكان أب إيوركس هو الرسام الرئيسي للرسوم المتحركة. 
تم تجديد حقوق الملكية الفكرية في العاشر من ديسمبر/كانون الأول عام 1956، لذا دخل إلى المجال العام الأميركي في 1 يناير/كانون الثاني 2025

## حبكة
رقصة الحظيرة المذكورة في العنوان هي المناسبة التي تجمع بين ميني ماوس وخطيبيها: ميكي ودنجل . ويظهر الأخيران وسيارتهما لأول مرة وهم يصلون إلى منزل ميني في محاولة للرقص معها. يظهر ميكي في عربة الحصان الخاصة به بينما يظهر دنجل في سيارة حديثة.
في البداية اختارت ميني دنجل ليقودها إلى الحفلة الراقصة، لكن السيارة تعطلت فجأة، تلجأ ميني إلى قبول دعوة ميكي. في وقت لاحق، شوهدا وهما يرقصان معًا، لكن أثبت ميكي أنه راقص أخرق قليلًا حيث وطأ مرات عدة على قدمي ميني. ولذلك رفضت دعوته للرقص للمرة الثانية. وتقوم بتقبيل دنجل، الذي يثبت أنه شريك رقص أفضل.
ثم يحاول ميكي حل مشكلته بوضع بالون في سرواله القصير. ويبدو أن هذا يساعده على أن يكون "خفيفًا على قدميه" ويطلب من ميني رقصة أخرى. لقد قبلت وتفاجأت عندما وجدت أن مهاراته في الرقص قد تحسنت بشكل واضح. سرعان ما يكشف دنجل خدعة ميكي ويفضحه. من الواضح أن ميني تشعر بالاشمئزاز من محاولة الخداع هذه. ونتيجة لذلك، فإنها تترك ميكي وتستأنف الرقص مع دنجل، تاركةً ميكي يبكي على الأرض.

## إنتاج

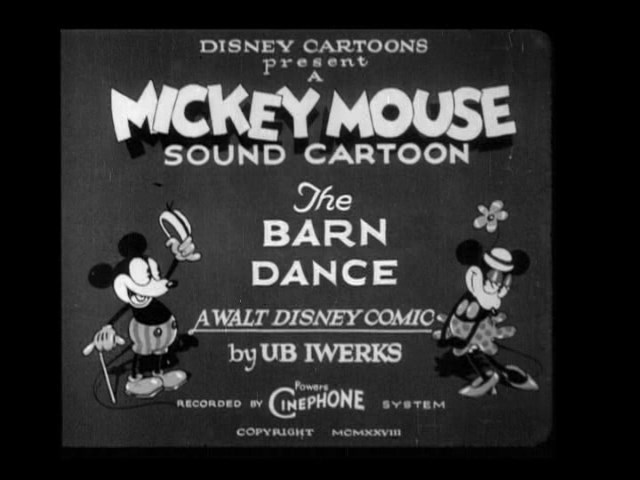
بطاقة عنوان لفيلم رقصة الحظيرة.

مثل الفيلم السابق لميكي ستيمبوت ويلي ، تم التخطيط لـرقصة الحظيرة كرسوم متحركة صوتية، وهناك العديد من المقاطع الصوتية المضحكة، بما في ذلك استخدام ميكي لبطة عابرة كبوق لسيارته. كما يوضح الرقص أيضًا قدرات الاستوديو المتزايدة على مزج الحركة الكرتونية مع الإيقاع الموسيقي. 

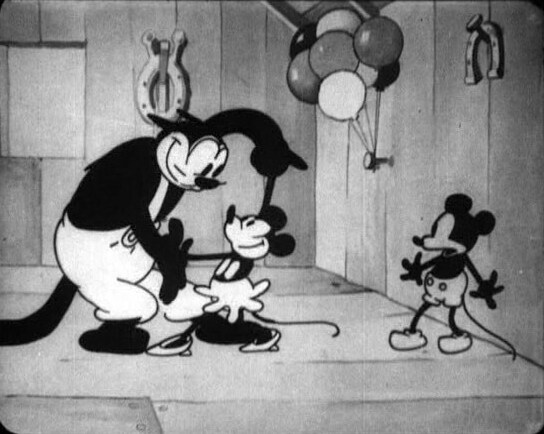
دنجل يرقص مع ميني، وسط تفاجؤ ميكي.

يتميز هذا الفيلم بتغير بعض الخصائص للشخصيات الأساسية، ميكي ترفضته ميني لصالح دنجل، وهو أمر نادر حتى في الرسوم المتحركة المستقبلية. وهذا أيضًا ظهور غير عادي لشخصية دنجل؛ حيث تم تصويره سابقًا على أنه شرير مخيف، بينما تم تصويره هنا على أنه رجل مهذب. بالإضافة إلى ذلك، لم يتم تصوير ميكي كبطل، بل كخاطب شاب غير جاذب للاهتمام قليلًا. في حزنه وبكائه على فشله، يبدو ميكي عاطفيًا وضعيفًا بشكل غير عادي وعكس مرات ظهوره السابقة. 
كان أسلوب ملابس بيت وسيارته مصدر إلهام لظهوره في الفيلم القصير احصل على حصان! لعام 2013 

## استقبال
" مجلة فاريتي (13 فبراير 1929): "" رقصة الحظيرة "" بها بعض الضحكات، على الرغم من أنها متشنجة بعض الشيء في بعض الأحيان. ويمكن رؤيتها في أي مكان في البرامج القصيرة الحوارية باعتبارها استرخاءً ممتعًا وتغييرًا في النظام الغذائي من خلال البرامج القصيرة المباشرة مع الممثلين البشريين."" 